# Ceratesa hemirhodia
Ceratesa hemirhodia är en fjärilsart som beskrevs av Rothschild 1907. Ceratesa hemirhodia ingår i släktet Ceratesa och familjen påfågelsspinnare. Inga underarter finns listade i Catalogue of Life.